# 鯉魚歌
《鯉魚歌》是台灣藝人、主持人兼歌手徐熙娣于2017年發行的數位音樂單曲，該單曲是台灣媒體人蔡康永所執導的電影《吃吃的愛》的宣傳推廣曲。

## 收錄歌曲
| 曲序 | 曲目   |        | 作曲   | 备注                   | 时长 |
| ---- | ------ | ------ | ------ | ---------------------- | ---- |
| 1.   | 鯉魚歌 | 蔡康永 | 范曉萱 | 電影《吃吃的愛》推廣曲 | 1:24 |

## 外部連結
- 豆瓣音乐上《鯉魚歌》的資料 （简体中文）
- YouTube上的【吃吃的愛】洗腦神曲鯉魚歌.（繁體中文）